# Кобозев, Иван Григорьевич
Иван Григорьевич Кобозев (24 июля 1910, хутор Кузнецов, Ростовская область — 8 мая 1970) — советский российский актёр, кинорежиссёр
 и сценарист. Награждён медалями.

## Биография
Родился в крестьянской семье. Окончил актёрский факультет Всесоюзного государственного института кинематографии (1934).
Работал актёром Центрального Театра Красной Армии, ассистентом режиссёра на «Мосфильме», киностудии имени М. Горького.
В 1955—1961 гг. — режиссёр-постановщик на Одесской, Фрунзенской и Ялтинской студиях художественных фильмов.
На последней в соавторстве с режиссёром В. Довганем поставил ленту «Сердце не прощает» (1961, в соавторстве сценария с А. Софроновым).
С 1962 года — режиссёр киностудии «Центрнаучфильм».
Умер 8 мая 1970 года.

## Фильмография

### Режиссёр
- 1957 — Моя ошибка
- 1961 — Сердце не прощает (совместно с В. Довганем)

### Сценарист
- 1961 — Сердце не прощает